# La luna e i falò

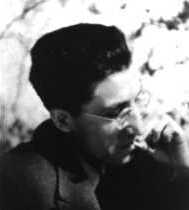
Cesare Pavese

La luna e i falò è l'ultimo romanzo dello scrittore Cesare Pavese, scritto tra il 18 settembre e il 9 novembre 1949 e pubblicato nell'aprile del 1950. Assieme a Il compagno, è il più lungo tra i suoi romanzi. Dedicato all'ultima donna della vita di Pavese, Constance Dowling, presenta elementi autobiografici dello scrittore piemontese ed è quello che conclude la sua carriera di narratore.

## Struttura
La storia, raccontata in prima persona, non concerne solo il protagonista, di cui viene detto solo il soprannome Anguilla, ma tanti altri personaggi che entrano in relazione con lui, in un paese della valle del Belbo che non viene mai nominato, ma che è Santo Stefano Belbo (Piemonte). Il romanzo è un misto tra passato e presente e proprio per questo non è narrato nei minimi dettagli, ma vengono raccontati eventi che non sono (apparentemente) collegati tra loro, se non dai pensieri e dalle riflessioni del protagonista.

## Trama
La storia inizia quando Anguilla, tornato emigrante dall'America dopo la Liberazione, ritorna col pensiero al momento in cui, neonato, era stato abbandonato all'ingresso del Duomo di Alba e quindi portato all'ospedale di Alessandria, dove era stato adottato da Padrino e da Virgilia, che per questa adozione ricevevano una mesata di cinque lire. 
Dopo la morte di Virgilia, e dopo una grandinata che aveva distrutto la loro piccola vigna, Padrino aveva deciso di vendere il casotto dove vivevano. Anguilla si era allora trasferito alla fattoria della Mora, dove aveva iniziato a lavorare per la prima volta. C'era benessere in quel casale insieme a sor Matteo e alle tre figlie, Irene, Silvia e Santa (la più piccola). Pur essendosi affezionato a loro a quell'epoca, ora, tornato dall'America, aveva preferito non ritornarci.
In trentadue capitoli il lettore si perde nei ricordi, spesso tristi, che Anguilla rivive con l'amico Nuto e capisce quanto sia importante per ognuno avere un paese, una famiglia, un punto di riferimento che leghi alla vita; di questo Anguilla si rende conto quando, lontano dalla sua valle, viene richiamato alla sua patria non da un amico o dalla patria stessa, bensì da quel senso di appartenenza al suo paese che si porta dentro insieme alla nostalgia. 
Proprio per questo, per prima cosa Anguilla va a vedere la casa del Padrino, rimasta uguale, e conosce il nuovo proprietario, il Valino, e suo figlio Cinto, un ragazzo gracile e solitario. Quest'ultimo gli ricorda i tempi in cui lui era ragazzo, quando il suo amico Nuto, più grande di lui, cercava di insegnargli tutto ciò che sapeva. Anguilla vuole essere per Cinto ciò che Nuto era stato per lui.
Trascorrono molto tempo insieme e nasce un'amicizia tra loro e Cinto sa di potersi fidare di Anguilla. Quando il padre, Valino, in preda a un raptus di follia, uccide la nonna e la zia, dà fuoco alla casa e si suicida impiccandosi, Cinto va subito da Anguilla che, insieme a Nuto, cerca di aiutarlo. 
Anguilla sa che Irene e Silvia, come tanti altri, sono morte male, ma non sa nulla della sorte di Santa, che Nuto gli rivela solo alla fine: di notevole bellezza sin da quando era piccola, la donna, inquieta, era diventata spia prima dei tedeschi e dopo dei partigiani, poi ancora dei tedeschi e dei repubblichini, prima di essere uccisa quand’era ancora giovane. 
È con la scoperta di questa triste vicenda che si conclude il romanzo, ma sicuramente non il viaggio di Anguilla. Da ragazzo pensava che il paese in cui viveva fosse tutto il mondo, ma ora che, viaggiando, ha capito come veramente è fatto il mondo, si rende conto che il proprio paese è in fondo la propria famiglia, «un paese vuol dire non essere mai soli, sapere che nella gente, nelle piante, nella terra c'è qualcosa di tuo che anche quando non ci sei resta ad aspettarti». Come lui stesso dice: «un paese ci vuole, non fosse che per il gusto di andarsene via».
Anguilla però aveva sentito il bisogno di tornare, perché quegli stessi vigneti, alberi di fichi e valli non li aveva trovati da nessun'altra parte. Appena giunge alla valle del Salto, si accorge che nulla è cambiato: ci sono gli stessi suoni, odori e sapori che si è sempre portato dentro. È vero che ritrova la stessa vita di un tempo, ma non le stesse persone. Ritrova solo Nuto, il suo più caro amico e mentore, a cui rivela tutti i suoi pensieri, e con cui si perde nei ricordi passati, a volte allegri e spensierati, spesso tristi. Alla ricerca, sempre, anche inconsapevolmente, della consapevolezza: se non si può aggiustare il mondo - come vorrebbe la coscienza sociale di Nuto, che infine si scopre propria anche del protagonista -, almeno si devono conoscere gli archetipi, i ritmi, la terra, gli uomini e le loro storie, spesso disperate, sempre inquiete.

## Personaggi

### Anguilla
Il protagonista del romanzo di cui non è specificato il nome e di cui si conosce solo il soprannome Anguilla, è un trovatello che al momento della narrazione ha circa quarant'anni. Sa che la campagna e i luoghi dove ha passato tutta la giovinezza non gli appartengono, benché l'unica cosa che abbia imparato è la vita nei campi. Così comincia a sentire, da quando rimane a fissare il cielo aperto, che deve viaggiare e conoscere il resto del mondo («volevo andare lontano […] ma che sia lontano, che nessuno del mio paese ci sia stato»). Dovunque vada però – Genova, diverse città in America e di nuovo la campagna – non si trova a suo agio, sentendosi solo e perduto e vedendo la sua vita un fallimento («capii che quelle stelle non erano le mie […] Valeva la pena essere venuto? Dove potevo ancora andare? Buttarmi dal molo?»).

### Nuto
Amico intimo del protagonista, deciso, scaltro e sapiente. Nella realtà si tratta di Giuseppe "Pinolo" Scaglione, falegname e clarinettista e la sua casa è ancora lì. È per il protagonista un ideale di vita, una persona che Anguilla non smette mai di stimare per i suoi comportamenti, per le cose che conosce, per il suo modo di parlare e di suonare. A sua volta lo stesso Nuto sta volentieri con l'amico (più piccolo di lui), anche se non sempre lo capisce, in particolare quando comincia il travagliato periodo dei viaggi incessanti.

### Cinto
È un ragazzino con una grave malformazione alle gambe che gli impedisce di muoversi agilmente e di condurre una vita al pari dei suoi coetanei. Cinto impietosisce il protagonista, che cerca di interessarlo con i suoi racconti e di essergli amico, riconoscendo in Cinto la sua fanciullezza. Nonostante alcuni vedano in Cinto e Anguilla il rapporto che lega padre e figlio, Anguilla non prende il posto del padre quando il ragazzo rimane orfano, affidandolo a Nuto e promettendogli che l'avrebbe portato con sé quando sarebbe stato più grande.

### Irene, Silvia e Santa
Sono tre sorellastre, figlie del proprietario della fattoria della Mora. Sono bellissime e contese da molti giovani. Partecipano frequentemente alla vita mondana del paese, appartenendo anche a un ceto di grado elevato.
Irene però viene condannata ad un infelice matrimonio, dopo essere stata smagrita dal tifo, Silvia muore per le conseguenze di un aborto segreto e Santa, ritenuta spia delle camicie nere, viene uccisa da alcuni partigiani, e il suo corpo viene bruciato sulla collina di Gaminella.

## Analisi
Nel significato del titolo La luna e i falò vi è il chiaro riferimento mitico al ciclo delle stagioni che affianca tutte le vicende del destino dell'uomo.
La luna, che ha qui funzione di simbolo, serve a scandire il ritmo dell'opera e ad instaurare il rapporto tra la terra e il cielo.
Il racconto è strutturato su due piani narrativi, quello dell'infanzia, con le sue scoperte e il desiderio di avventura e quello della maturità e della delusione. Ai bagliori dei falò, che venivano accesi di notte durante le feste contadine e illuminando il cielo rappresentavano per il bambino un momento magico e di scoperta, si contrappongono altri falò che comportano per il protagonista la perdita delle illusioni e la decisione di lasciare il paese. Uno di questi falò è reso dall'autore in senso metaforico con l'episodio dell'incendio che il padre di Cinto appicca al "casotto di Gaminella" distruggendolo insieme al passato, mentre un altro fa riferimento a quanto accaduto a Santa. Ed è con le parole di Nuto che fanno riferimento alla fine della giovane che il romanzo si chiude:

## Trasposizioni
La luna e i falò ha ispirato la seconda parte del film Dalla nube alla Resistenza, diretto e sceneggiato da Jean-Marie Straub e Danièle Huillet, uscito nelle sale nel 1979. La prima parte del film è invece ispirata ai Dialoghi con Leucò.
Nel 2021 ne viene pubblicato un adattamento a fumetti ad opera di Marino Magliani e Marco D’Aponte, edito da Tunué.
Nel 2024 viene pubblicato nelle sale il film "Onde di Terra", tributo esplicito a La Luna e i falò (per tematiche e personaggi), di Andrea Icardi e prodotto da SISCOM. Ambientato nelle Langhe degli anni ‘70, spopolate dall’industrializzazione, mette in luce come la figura dei bacialé e la pratica dei matrimoni per corrispondenza tra i contadini del posto e le donne del Sud siano stati fondamentali per lo sviluppo del territorio. Affronta con forza e profondità le tematiche esistenziali relative all'appartenenza e all'esplorazione, alla cooperazione per la sopravvivenza, alla ricchezza dell'incontro tra culture diverse.  

## Edizioni
- Cesare Pavese, La luna e i falò, collana Einaudi Tascabili, Einaudi, ISBN 88-06-15546-6.
- Cesare Pavese, La luna e i falò, collana Super ET, Einaudi,  pp. 208, cap. 32, ISBN 88-06-17419-3.

## Audiolibri
Cesare Pavese, La luna e i falò, audiolibro, letto da Chiara Foianesi, Youtube